# John Bury
John Bernard Bury (1917 - 2017) est un historien de l'art britannique, considéré comme l'un des pionniers et, à ce jour, l'une des principales références dans l'étude de l'art colonial brésilien.

## Biographie
John Bury est né le 10 juillet 1917.
Il étudie l'histoire moderne à l'université d'Oxford entre 1935 et 1938. Alors qu'il est encore étudiant, il découvre l'ouvrage Spanish Baroque Art de Sacharel Sitwell, qui éveille son intérêt pour l'art baroque brésilien et Aleijadinho comme sujet de sa thèse de doctorat. Après la fin de la Seconde Guerre mondiale, il se rend au Brésil pour approfondir ses études, visitant les villes historiques du Minas Gerais,,.
De retour en Angleterre, il commence à donner des conférences dans des universités et à publier des essais dans des revues universitaires sur les thèmes auxquels il se consacre, étant l'un des premiers à attirer l'attention internationale sur le riche héritage baroque du Brésil, jusqu'alors largement inconnu à l'étranger et méprisé dans son propre pays,,.
À partir des années 1950, il se consacre principalement à l'art portugais, établissant des contacts fructueux avec d'autres chercheurs de renom, tels que Robert Chester Smith (pt), Mário Chicó (pt), Nikolaus Pevsner, Rudolf Wittkower et René Taylor (es). Dans les années 1960, il ressent le besoin de se constituer une bibliothèque personnelle, acquérant de nombreux ouvrages rares, notamment d'anciens traités d'architecture, qui donnent plus d'universalité à ses idées. Ses dernières œuvres datent des années 1990.
John Bury meurt à Wimbledon (Londres) le 18 janvier 2017, à l'âge de 99 ans.

## Œuvre
Malgré l'importance de ses recherches pionnières, les livres et essais qu'il a publiés ont été peu diffusés, même parmi les spécialistes étrangers, et sont restés longtemps ignorés par les chercheurs brésiliens, principalement parce qu'ils s'écartaient de la politique gouvernementale du milieu du XXe siècle qui lisait le baroque brésilien à travers le prisme du nationalisme. Au XXIe siècle, ils ont été redécouverts et intégrés à la collection sélective et encore rare d'ouvrages fondamentaux sur l'art colonial brésilien, aux côtés de Germain Bazin et Robert Chester Smith (pt), d'autres étrangers qui ont apporté des contributions pertinentes au sujet au XXe siècle,,,.
Selon Mariela Brazón, son approche se caractérise par l'adhésion à l'école formaliste, mais elle accordait également de l'importance à l'analyse particularisée du travail d'artistes individuels :

« Le travail de John Bury témoigne d'une étude approfondie des sources européennes qui nourrissent l'art ibéro-américain. En exposant ses thèses, l'historien anglais n'avait pas l'intention de créer des confrontations ni de mettre en discussion des sujets polémiques, comme c'était le cas dans l'historiographie locale contemporaine. Sauf quand il exalte l'originalité de l'œuvre d'Aleijadinho, Bury avait un regard distancié de la ligne moderniste brésilienne, étant plus enclin à identifier les racines formelles et les sources théoriques qui pourraient expliquer l'origine des monuments architecturaux locaux. »

« Ses écrits correspondent à une étape où les études sur l'art latino-américain commençaient à s'internationaliser, ce qui explique probablement pourquoi il n'a pas problématisé en premier lieu, comme les historiens hispano-américains, la relation « société coloniale » / « œuvre architecturale », préférant placer le contexte politique et économique comme « arrière-plan » des événements artistiques. Cependant, sa vision des faits était suffisamment aiguë pour susciter des réflexions critiques sur des points communément admis dans la littérature traditionnelle. »

Ses œuvres les plus notables sont :
- Jesuit Architecture in Brazil (1950)
- Estilo Aleijadinho and the Churches of the 18th Century in Brazil (1952)
- The Borrominesque Churches of Colonial Brazil (1955)
- Chapitre sur l'art et l'architecture brésiliens dans The Cambridge History of Latin America (1984)

En 1991, la chercheuse Myriam Andrade Ribeiro de Oliveira (pt) a dirigé un volume avec plusieurs de ses essais, intitulé Arquitetura e Arte no Brasil Colonial, réédité en 2006 dans le cadre d'un projet de l'IPHAN en partenariat avec le programme Monumenta qui a pour but de mettre à disposition pour l'étude du patrimoine brésilien des publications de référence difficiles d'accès.